# Società Editrice Sud
S.E.S. Società Editrice Sud S.p.A., già Società Editrice Siciliana, è un gruppo editoriale italiano con sede a Messina.

## Attività
La Società Editrice Siciliana (oggi Società Editrice Sud) fu fondata a Messina nel 1951 dal senatore Uberto Bonino, industriale, politico e banchiere. È presieduta da Pasquale (Lino) Morgante, che ne è anche amministratore delegato e direttore editoriale, e che ne ha raccolto il testimone dal padre Giovanni, alla presidenza dal 1988 al 2019. Azionista di maggioranza è la Fondazione Bonino-Pulejo, ente no profit. 
Oltre al quotidiano Gazzetta del Sud (per tiratura e diffusione il più importante giornale della provincia di Messina e della Calabria, nelle edizioni Messina-Sicilia; Cosenza; Reggio; Catanzaro-Crotone-Lamezia-Vibo) alla società fanno capo anche il sito web gazzettadelsud.it, l'emittente televisiva RTP e la radio Antenna dello Stretto.
Il 4 agosto 2017 la S.E.S. assume il controllo anche del Giornale di Sicilia (con le edizioni di Palermo e Trapani-Agrigento-Caltanissetta), del sito web gds.it, dell'emittente televisiva TGS e di quella radiofonica RGS, acquisendo il 51% del gruppo editoriale palermitano Giornale di Sicilia Editoriale Poligrafica, del quale oggi possiede il 100% delle quote azionarie. Alla Ses fa capo anche il mensile Gattopardo.
I quotidiani del gruppo vengono stampati nel polo produttivo di Messina, unitamente ad altre nove testate nazionali.

## Azionariato e Consiglio d'Amministrazione
Enti morali:
- 55,95% Fondazione Uberto Bonino e Maria Sofia Pulejo

Società di capitali:
- 33,53% Italmobiliare S.p.A.
- 6% Azioni proprie
- 1,15% Mediacom Srl

Persone fisiche:
- 2% Pasquale Morgante
- 1,38% Piccoli azionisti

### Consiglio d'Amministrazione
- Pasquale (Lino) Morgante Presidente e amministratore delegato
- Giuseppe Ilacqua Vicepresidente[3]
- Enrico Eugenio Benaglio
- Duilio Calarco
- Dario Latella
- Caterina Morgante
- Francesco Pulejo